# Exeristes shanxiensis
Exeristes shanxiensis là một loài tò vò trong họ Ichneumonidae.